# Problema de Monty Hall

En la recerca d'un cotxe, el jugador tria la porta 1. El presentador obre la porta 3, revela que hi ha una cabra i ofereix al jugador si vol obrir la porta 2 en comptes de la 1.

El problema de Monty Hall és un trencaclosques de probabilitat basat en el programa de televisió americà Let's Make a Deal (Fem un tracte, en català). El nom ve del presentador del programa, Monty Hall. El problema també s'anomena la paradoxa de Monty Hall.
Una explicació coneguda del problema va ser publicada a la revista Parade:
| « | Suposa que ara estàs a un programa, i et deixen triar tres portes: Darrere una, hi ha un cotxe; darrere de les altres, cabres. Tries una porta, per exemple, la número 1, i el presentador, que sap què hi ha darrere les portes, obre una altra porta, per exemple, la 3, que té una cabra. Després et diu: "Vols canviar a la 2?" Hi surts guanyant canviant el que havies triat? (Whitaker 1990) | » |

Com que no hi ha manera de saber quina de les dues portes no obertes és la guanyadora, la majoria de la gent creu que cada porta té les mateixes probabilitats i conclou que canviar de porta no importa. Però aquesta conclusió és incorrecta: de fet si el jugador canvia la probabilitat de guanyar passa d'1/3 a 2/3. Canviar no dona cap avantatge si el jugador tria inicialment la porta guanyadora, el que té una probabilitat d'1/3. Triar inicialment la porta incorrecta té una probabilitat de 2/3; quan es revela l'altra porta incorrecta, canviar suposa guanyar. Així, la probabilitat de guanyar quan es canvia de porta és de 2/3.
Quan la solució del problema va aparèixer a la revista Parade, aproximadament 10.000 lectors, incloent uns 1.000 amb doctorat, van escriure a la revista dient que la resposta era incorrecta. Molta part de la controvèrsia fou perquè la versió de la revista del problema és tècnicament ambigua, ja que hi ha aspectes que el presentador no explica, com que ha d'obrir una porta i ha d'oferir al concursant si vol canviar de porta.
El problema estàndard de Monty Hall és matemàticament equivalent al problema dels tres presoners i els dos estan relacionats amb la paradoxa de la caixa de Bertrand.
Aquest i d'altres problemes en els que intervenen distribucions de probabilitat no uniformes són força difícils de resoldre correctament, i porten a la realització de nombrosos estudis psicològics. Fins i tot quan es dona una afirmació completament correcta del problema de Monty Hall, explicacions, simulacions i proves matemàtiques formals, molta gent pot encara dubtar de la solució correcta.

## El problema
Steve Selvin va enviar una carta a l'American Statistician el 1975 descrivint un problema basat en el programa Let's Make a Deal (Selvin 1975a). En una carta subseqüent el va anomenar "el Problema de Monty Hall" (Selvin 1975b). El problema és matemàticament equivalent (Morgan i cols., 1991) al problema dels tres presoners descrit a la columna Mathematical Games de Martin Gardner el 1959 (Gardner 1959a).
El problema de Monty Hall de Selvin va ser replantejat en la seva coneguda carta a la columna Ask Marilyn de Marilyn vos Savant a la revista Parade:
| « | Suposa que ara estàs a un programa, i et deixen triar tres portes: Darrere una, hi ha un cotxe; darrere de les altres, cabres. Tries una porta, per exemple, la número 1, i el presentador, que sap què hi ha darrere les portes, obre una altra porta, per exemple, la 3, que té una cabra. Després et diu: "Vols canviar a la 2?" Hi surts guanyant canviant el que havies triat? (Whitaker 1990) | » |

Hi ha diverses ambigüitats en aquesta forma del problema: no és clar si el presentador obre una altra porta, o que sempre ofereix canviar de porta, o que mai obrirà una porta revelant el cotxe (Mueser and Granberg 1999). L'anàlisi estàndard del problema suposa que sempre obrirà una porta en què hi hagi una cabra, sempre oferirà canviar, i obrirà una de les dues portes restants a l'atzar si el jugador inicialment tria el cotxe (Barbeau 2000:87). Aquí hi ha una fitxa més exacta del problema:
| « | Suposa que estàs en un programa, i et donen l'oportunitat de triar tres portes. Darrere d'una hi ha un cotxe; darrere de les altres, cabres. El cotxe i les cabres es van col·locar a l'atzar abans de l'inici del programa. Les regles del joc són les següents: Després que triïs una porta, la porta romandrà tancada tota l'estona. El presentador, Monty Hall, que sap què hi ha darrere les portes, obre una de les dues restants, i la porta que obre té una cabra al darrere. Si a les dues restants hi ha cabres, en triarà una a l'atzar. Després que obri una porta amb una cabra, et preguntarà si vols quedar-te amb la que havies triat abans o canviar a la que queda. Per exemple, tries la 1 i t'obre la 3, que té una cabra. Després et diu "Vols canviar a la porta 2?" Hi surts guanyant canviant? (Krauss and Wang 2003:10) | » |

El jugador no ha de triar inicialment la porta 1 (qualsevol de les 3), que el prestador n'obre una diferent revelant una cabra (no necessàriament la 3) i que dona al jugador una segona oportunitat de triar entre les dues portes restants.